# Ferromin
Ferromin S.A. era una azienda italiana che operava nel settore siderurgico, estraendo minerali come il manganese e producendo ferro.
Era parte del gruppo IRI-Finsider, poi Italsider, infine ILVA.

## Storia
Nasce il 25 gennaio 1939 come Mineraria Siderurgica S.A. a Roma. In seguito diventa Mineraria Siderurgica Ferromin S.A. e si sposta a Genova. Nel 1969 viene posta in liquidazione e nel 1984 viene incorporata in Icrot Lavorazioni Sussidiarie Finsider S.p.A..

## Attività
Aveva in concessione e in gestione le miniere di ferro dell'Isola d'Elba, di Canaglia, di San Leone (Sardegna), di Gambatesa, della Val Camonica, della Valle di Scalve, della Valle dell'Allione, della Val Trompia (Miniera Torgola a Bovegno), della Val di Cornia, tra Pignone e Borghetto di Vara e di Monte Argentario.
Tra l'altro al momento della sua nascita, per soddisfare una crescente offerta di metalli, riutilizza le scorie etrusche ancora ricche di ferro, per estrarre il minerale.
I minerali che estraevano servivano anche ad alimentare l'altoforno di Cornigliano.
Nel 1953 occupava 800 lavoratori.
Negli anni cinquanta produceva il 50% della produzione mineraria nazionale di ferro.